# Бузулук
Бузулу́к (рос. Бузулук) — місто, адміністративний центр Бузулуцького міського округу та Бузулуцького району Оренбурзької області, Росія.

## Географія

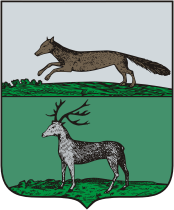
Герб міста 1782 року

Місто розташоване на річках Самара, Бузулук та Домашка. За 15 км від Бузулука знаходиться Бузулуцький бір. Від річки Бузулук — притоки Самари — місто і отримало назву. Слово «Бузулук» походить від татарського слова «Бозау» — теля, «бозаулик» — теляча загорожа. З роками ця назва трансформувалась в Бузулук.

## Населення
Населення — 82904 особи (2010; 87286 у 2002).

## Господарство
В Бузулуці працюють швейна, шкіргалантерейна, перчаточна та меблева фабрики, 2 машинобудівних заводи та підприємства нафтогазовидобувної промисловості.

## Відомі люди
В місті народились:
- Дєдух Нінель Василівна — український біолог, доктор біологічних наук, професор.
- Доброскоки Олександр та Дмитро — олімпійські призери зі стрибків у воду;
- Надія Махріна — українська вишивальниця, заслужений майстер народної творчості УРСР;
- Соколов Володимир В'ячеславович (1895—1971) — український радянський художник.

Тарас Шевченко був у Бузулуку в червні 1847 року, коли його везли до місця заслання. Про місто є згадка в його повісті «Близнюки».